# Ядровский, Юрий Вадимович
Юрий Вадимович Ядровский (22 декабря 1963 г., Тихвин — 29 июля 2016, С-Петербург) — петербургский театральный режиссёр, театральный педагог.

## Биография
В 1999 г. окончил Санкт-Петербургскую государственную академию театрального искусства по специальности «режиссер драмы» (курс М.В. Сулимова - Г.Р. Тростянецкого).

### Творческий путь
Работал актёром и режиссёром в театре «Особняк», в творческом объединении ТМЧ «Театр Михаила Чехова» (Санкт-Петербург). Принимал участие в качестве актёра в голландском проекте «Беккетс Хед» в Александринском театре им. А.С. Пушкина (реж. Вильям Кайвенховен) СПб; в американском проекте «Ревизор» по спектаклю В.Э.Мейерхольда,совместный проект СПГАТИ и Йельской школы драмы (реж. Геннадий Тростянецкий ,Девид Чемберс) США, Голландия, исполнял роль Хлестакова.

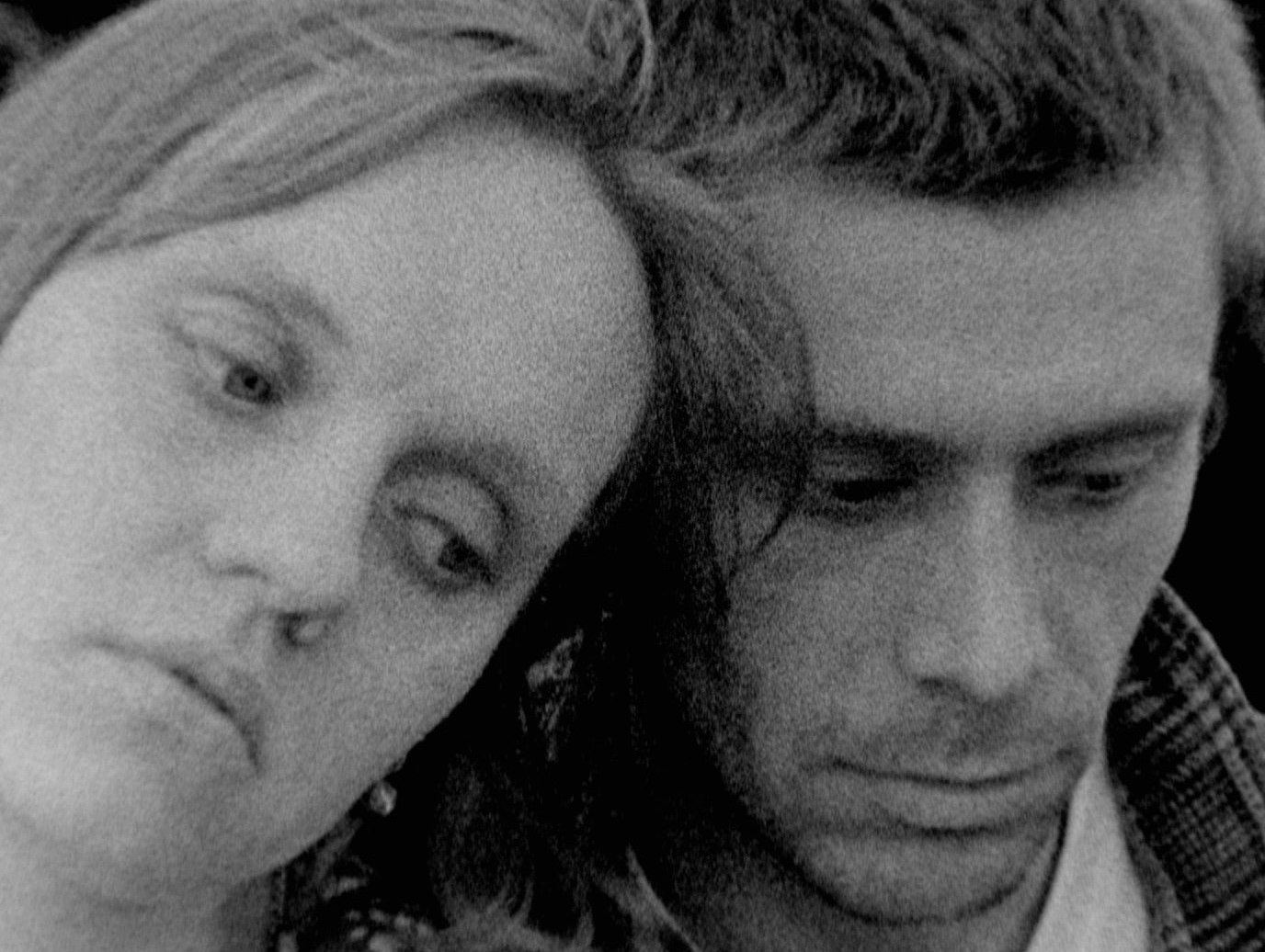
Кадр из фильма "Люди луннаго свѣта", режиссёр Дмитрий Фролов

За режиссуру в спектакле «Стулья» Э. Ионеску награждён Грантом от мэрии г. Санкт-Петербурга; за роль Хлестакова в спектакле «Ревизор» (США, Голландия) награждён стипендией им. В.И. Мейерхольда (Мейерхольдовский центр, г. Москва).
Осуществил постановки спектаклей «Щелкунчик» (Театр «Балтийский Дом»), «Семьянюки» (Клоун-Мим театр «Лицедеи» (СПб). «Семьянюки» — авантюрная клоунада в духе итальянских и американских семейных историй. Спектакль сочетает традиционные для «Лицедеев» пластику, мимику, музыку, эксцентрику, наивность и непосредственность поэтической клоунады, а также камерность. «Семьянюки» — полноценный драматический спектакль в отличие от других работ Театра, к которым привыкли зрители. Только маленькая сцена способна сохранить и передать атмосферу происходящего на сцене, особый мир абсурда, мир снов о семье, возвращение детства. Спектакль стал хитом Театрального фестиваля в Авиньоне в 2005 г.
В 2002 — 2004 гг. был пригашен на постановки в Барнаул. В Алтайском краевом театре драмы им. В.М. Шукшина поставил спектакли «Щелкунчик», «Генералы песчаных карьеров», «Слишком женатый таксист», «Морозко». В Молодёжном театре Алтая осуществил постановки спектаклей «Винни-Пух» и «Дюймовочка».
С 2005 г. работал в Москве. На сцене Политехнического музея поставил детский новогодний мюзикл «Стойкий оловянный солдатик». В Московском еврейском театре «Шалом» осуществил постановку спектакля «Кабаре Карела Швенка» по пьесе Б. Рацера, посвященную узникам Холокоста. 
Занимался литературным творчеством, писал стихи. Автор оригинальных инсценировок «Щелкунчик», «Винни-Пух», «Дюймовочка», молодёжной истории «Генералы песчаных карьеров».
Преподавал актёрское мастерство в Клоун-Мим театре «Лицедей-Лицей» (СПб), во Всероссийской творческой мастерской эстрадного искусства им. Л.С. Маслюкова, в творческом центре «Шанс» (Москва).
С 2012 г. работал в г.Санкт-Петербург. В театре «Балтийский дом» поставил спектакли «Зойкина квартира» М.Булгакова, «Ты, я..» И.Члаки.

## Режиссёрские работы в Алтайском краевом театре драмы им. В.М. Шукшина
- 2002 — «Щелкунчик» Э.Гофмана

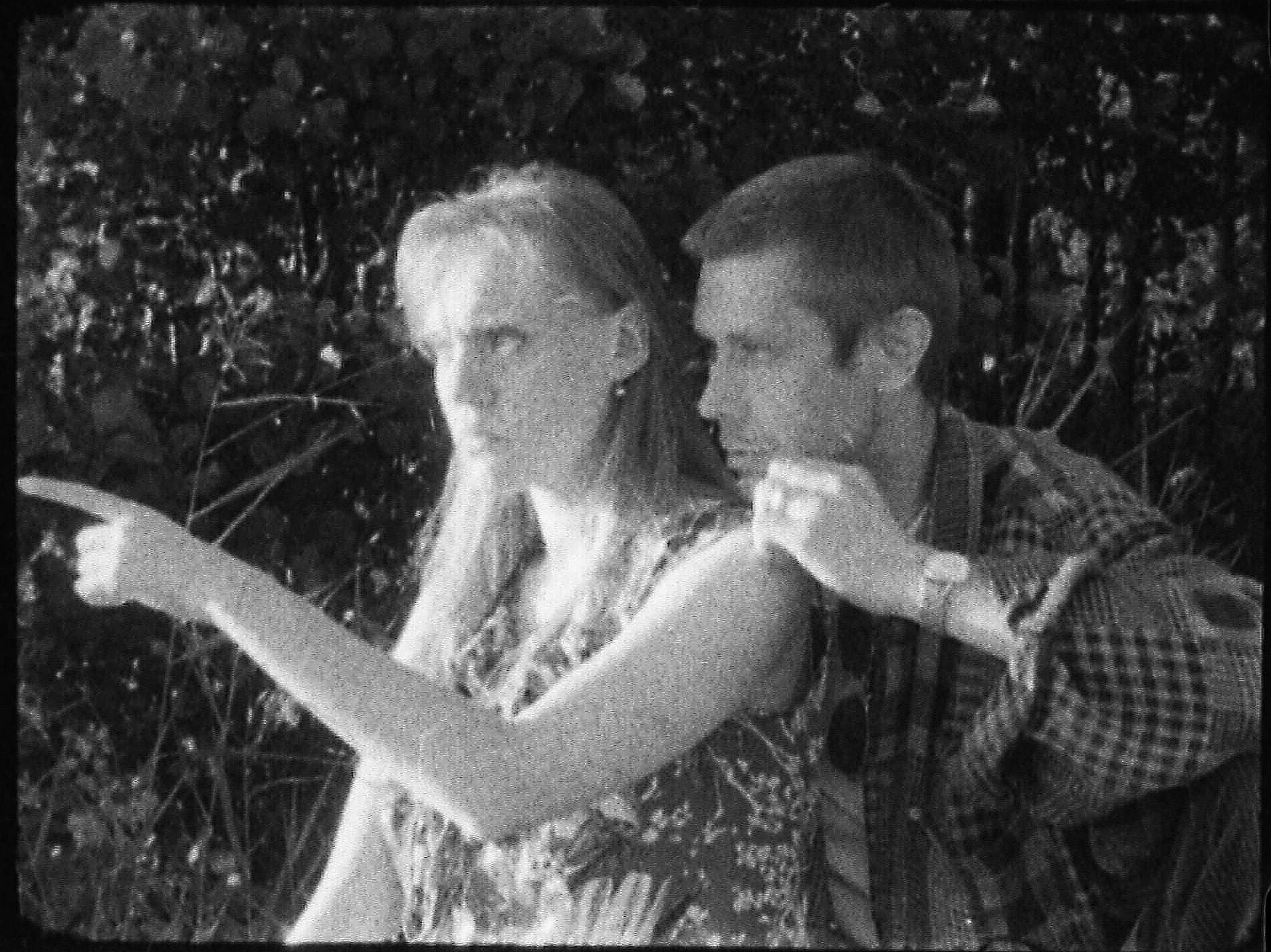
Natalya Surkova and Yuri Yadrovsky on the shooting of Dmitry Frolov's film "Moonlight People"

- 2003 — «Генералы песчаных карьеров» Ж.Амаду
- 2004 — «Слишком женатый таксист» Р.Куни
- 2004 — «Морозко» русская народная сказка
- 2008 — «Папа в паутине» Р. Куни
- 2014 — «Эти свободные бабочки» Л.Герша

## Награды и признание
- За роль Хлестакова в спектакле «Ревизор» (США, Голландия) награждён стипендией им. В. И. Мейерхольда (Мейерхольдовский центр, г. Москва).
- За режиссуру в спектакле «Стулья» Э. Ионеску награждён Грантом от мэрии г. Санкт-Петербурга.
- Приз фильму «Люди луннаго свѣта» «За лучший свежий воздух» 2-го Стамбульского Международного Экспериментального Кинофестиваля[2]
- Лучший экспериментальный фильм «Люди луннаго свѣта» на кинофестивале 12 месяцев, Клуж-Напока, Румыния, ноябрь 2019 года
- Best experimental film «Люди луннаго свѣта» at Short Cine Fest, March, 2020[3]
- Grand jury award «Люди луннаго свѣта» at Dreamanila International Film Festival, May, 2020
- Finalist «Люди луннаго свѣта» at Prague International Monthly Film Festival, Prague, Czechia, July, 2020
- Award-Winner «Люди луннаго свѣта» on Madrid Film Awards, Madrid, Spain, July, 2020[4]
- Особое упоминание «Люди луннаго свѣта», Ежемесячные инди-шорты, июль 2020[5]
- Best experimental film «Люди луннаго свѣта» at Brazil International Monthly Film Festival, September, 2020[6]
- Специальное упоминание «Люди луннаго свѣта», Мадрасский независимый кинофестиваль, Ченнаи, Индия, октябрь 2020[7]
- «Лучший экспериментальный короткометражный фильм» «Люди луннаго свѣта», Global Monthly Online Film Competition, октябрь 2020[8]
- «Люди луннаго свѣта» Лучшая операторская работа короткометражного фильма, лучший дизайн производства[неизвестный термин] короткометражного фильма, лучший экспериментальный короткометражный фильм, GIMFA — Gralha International Monthly Film Awards, Куритиба, Бразилия, ноябрь 2020[9]
- Лучший экспериментальный короткометражный фильм «Люди луннаго свѣта» — специальное упоминание на Международном фестивале кино Silente, Пуэбла, Мексика, ноябрь 2020
- «Люди луннаго свѣта» 6 номинаций: — лучший экспериментальный фильм — лучший режиссёр экспериментального фильма — лучший экспериментальный фильм по сценарию — лучший экспериментальный фильм по кинематографии — лучший экспериментальный фильм по монтажу — лучший экспериментальный фильм по звуковому оформлению; 3 награды — лучший экспериментальный фильм — лучший режиссёр экспериментального фильма — лучший экспериментальный фильм по монтажу на T. I. F. A. — Tietê International Film Awards, Сан-Паулу, Бразилия, май 2021[10]
- «Люди луннаго свѣта» Полуфиналист на кинопремии «Афродита», Нью-Йорк, США, июнь 2021[11]
- «Люди луннаго свѣта» Лучший полуфиналист сезона на Международном ежемесячном фестивале независимого кино BIMIFF в Бразилии, Рио-де-Жанейро, Бразилия, июль 2021

## Актёрские работы в кино

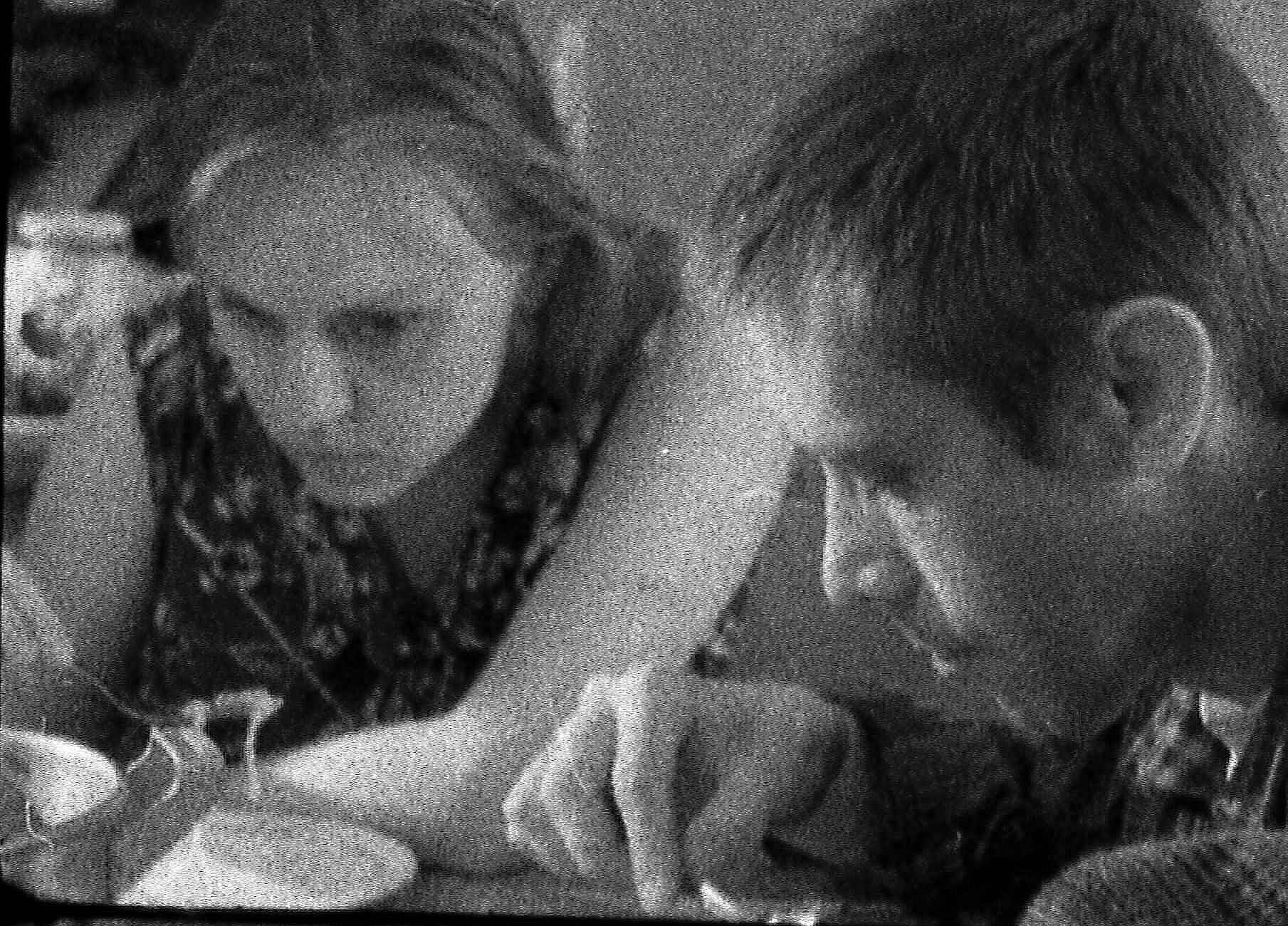
Natalia Surkova and Yuri Yadrovsky on the shooting of Dmitry Frolov's film "Moonlight People"

- 2008 — «Улицы разбитых фонарей-9», Жека-Касатик, алкаш
- 2015 — «Морские дьяволы. Смерч-3», эпизод
- 2019 — «Люди луннаго свѣта», главная роль, реж. Д. Фролов[12]